# نقابة الصحفيين (فلسطين)
نقابة الصحفيين الفلسطينيين هي منظمة مهنية غير حكومية، ذات طابع تعددي وشخصية اعتبارية مستقلة، حيثُ تمثل الإطار النقابي الجامع والشامل لكل الصحفيين الفلسطينيين داخل فلسطين وخارجها. تتخذ من مدينة القدس مركزًا رئيسيًا لها، ومن مدينة رام الله مقرًا مؤقتًا لها، ولها فروع أخرى في المحافظات الفلسطينية. تمارس نشاطاتها وسياستها وفقًا لقرارات مؤتمراتها العامة.
تأسست نقابة الصحفيين الفلسطينيين عام 1979 تحت اسم "رابطة الصحفيين العرب في القدس"، إذ منع الاحتلال الإسرائيلي في حينه أي تسمية تشير إلى فلسطين، وفي عام 1994 عند عودة السلطة الوطنية الفلسطينية عملت النقابة بمسماها الحالي. تتشكل الأمانة العامة لنقابة الصحفيين الفلسطينيين من 21 عضوًا.

## العضوية
تُقسم العضوية في نقابة الصحفيين الفلسطينيين إلى أربعة أقسام:
1. عضو عامل: يتمتع بكافة الحقوق والواجبات.
2. عضو الشرف: يتمتع بكافة الحقوق والواجبات، باستثناء حق الترشيح والانتخاب في أي من هيئات النقابة.
3. عضو مؤقت: يتمتع بكافة الحقوق والواجبات، باستثناء حق الترشيح والانتخاب في أي من هيئات النقابة.
4. عضو متدرب: يتمتع بحقوق وواجبات محدودة، وفقًا لما ينص عليه النظام.

## قائمة النقباء
- عبد الناصر النجار منذ 2012 حتى 2016.
- ناصر أبو بكر منذ 2016 حتى الآن.